# Carola Hornig
Carola Hornig, född den 30 april 1962 i Stendal i Tyskland, är en östtysk roddare.
Hon tog OS-guld i fyra utan styrman i samband med de olympiska roddtävlingarna 1988 i Seoul.